# Dermaleipa nubilata
Dermaleipa nubilata är en fjärilsart som beskrevs av Holland 1920. Dermaleipa nubilata ingår i släktet Dermaleipa och familjen nattflyn. Inga underarter finns listade i Catalogue of Life.